# Huong Do Thi
Huong Do Thi (* 10. Juni 1994 in Leipzig) ist eine deutsche Tischtennisspielerin. Sie wurde 2018 Deutscher Meister im Doppel.

## Werdegang
Seit dem Jahr 2003 spielt Huong Do Thi beim Leipziger Bundesligaverein Leutzscher Füchse. 2011 gewann sie das Bundesranglistenturnier TOP 48 Jugend in Bad Königshofen. 2016 siegte sie im Einzel und Doppel bei den Deutschen Hochschulmeisterschaften.
Bei der Deutschen Meisterschaft 2018 in Berlin wurde Huong Do Thi zusammen mit Sabine Winter Deutscher Meister im Doppel durch einen Endspielsieg gegen Jessica Göbel/Tanja Krämer. Huong Do Thi war kurzfristig eingesprungen als Ersatz für die erkrankte Nina Mittelham, die standardmäßige Doppelpartnerin von Winter.
Bei der Deutschen Meisterschaft 2018 war auch Huong Do This Schwester Tho Do Thi am Start.

## Privat
Im Jahre 2022 heiratete Huong Do Thi den Co-Trainer Max Schreiner und heißt seitdem Huong Schreiner.